# SM-sarja (1936/1937)
Sezon SM-sarja rozegrany został na przełomie 1936 i 1937 roku. Był to 9. sezon rozgrywek o Mistrzostwo Finlandii w hokeju na lodzie. W rozgrywkach wzięły udział 4 zespoły.

## Tabela
| Poz. | Drużyna       | M | Pkt. | Z | R | P | G+ | G- | +/- |
| ---- | ------------- | - | ---- | - | - | - | -- | -- | --- |
| 1    | Ilves Tampere | 6 | 10   | 4 | 0 | 2 | 22 | 11 | +11 |
| 2    | KIF Helsinki  | 6 | 6    | 3 | 2 | 1 | 22 | 18 | +4  |
| 3    | HJK Helsinki  | 6 | 6    | 3 | 0 | 3 | 14 | 13 | +1  |
| 4    | ÅIFK Turku    | 6 | 0    | 0 | 0 | 6 | 11 | 27 | -16 |

- Poz. = lokata, M = liczba rozegranych spotkań, Pkt. = Liczba zdobytych punktów, Z = Wygrane, R = Remisy, P = Porażki (ogółem), G+ = Gole strzelone, G- = Gole stracone, +/- Różnica goli